# Ulrich von Lichtenstein
Ulrich von Lichtenstein (* 12. Juni 1564; † 8. Dezember 1633 in Coburg, beigesetzt: Ahorn) war ein deutscher Höfling im Dienst von Herzog Johann Casimir von Sachsen-Coburg.

## Leben
Ulrich von Lichtenstein entstammte einem alten fränkischen Adelsgeschlecht, welches nicht zu verwechseln ist mit den ehemals in der Steiermark sowie in Österreich blühenden Familien gleichen Namens.
Er diente offenbar schon in jungen Jahren Herzog Johann Casimir als Edelknabe, sicher hielt er sich mit diesem 1578/80 auch während dessen Studium in Leipzig auf. Nachdem der Herzog 1586 die Herrschaft in Coburg übernommen hatte, stieg Lichtenstein zum Kammerherrn sowie Vizehofmeister auf. Wohl Ende 1592 holte der Herzog den italienischen Magier und Alchimisten Graf Hieronymus Scottus an den Coburger Hof. Dieser erschlich sich das Vertrauen von Johann Casimirs Gemahlin Anna von Sachsen (1567–1613) und verführte sie durch seine hypnotisch-suggestive Kunst. Er beendete die Beziehung bald wieder und verkuppelte gegen Sommerbeginn 1593, ganz offensichtlich unter Suggestion, Herzogin Anna nun mit Lichtenstein. Merkwürdiger auf Wunsch der Herzogin soll Lichtenstein von beider Verhältnis mit der Kammerzofe „Annele“ berichtet haben. Als Herzog Johann Casimir zugetragen wurde, dass die Zofe ein Verhältnis mit einem adeligen Höfling habe, wurde sie verhaftet und diesbezüglich verhört. Dabei plauderte sie aus, dass Lichtenstein ein Verhältnis mit Herzogin Anna habe. Am 23. September 1593 ließ der Herzog seine Gemahlin in abgelegene Zimmer in der Ehrenburg in Coburg verweisen, während Ulrich von Lichtenstein nach einem Verhör in Haft auf die Veste Coburg kam. Lichtenstein gab sofort das Verhältnis zu, schob allerdings wenig ehrenhaft die Schuld dafür auf die Herzogin. In den weiteren Verhören im Oktober sowie November, die ohne Folter erfolgten, wie auch in einem Schreiben beschrieb der reuige Lichtenstein relativ detailliert die ganz offensichtlich suggestiven Verführungskünste von Scottus. Dieser hielt sich zu dieser Zeit anderen Ortes auf und flüchtete sodann mit einem Teil von Annas Schmuck. Am 12. Dezember ließ sich der Herzog durch sein Konsistorium scheiden. Seine ehemalige Gemahlin hielt er rachsüchtig erst kurz auf der Veste Coburg, dann in Eisenach, Sonnefeld und letztlich wieder in der Veste Coburg unter sehr strengen Umständen gefangen. Am 27. Januar 1613 starb Anna von Sachsen nach über 19 Jahren Haft auf der Veste und wurde in Sonnefeld beigesetzt.
In einem Schreiben vom 18. Dezember 1593 an seine Räte hatte der Herzog für Lichtenstein den Tod verlangt, wofür er ein Rechtsgutachten anforderte. Die Räte ließen sich jedoch Zeit und antworteten erst am 22. Februar 1594. Sie lehnten ihre Zuständigkeit für den Fall ab und verwiesen den Fall an den Schöppenstuhl Jena. Dieses Gericht sprach sich dafür aus, Lichtenstein auf Grund aller Umstände vom Tod zu verschonen (obwohl das rechtlich möglich gewesen wäre), verurteilte ihn jedoch zum Verlust seiner Lehen sowie zu ewigem Gefängnis. Diese Strafmilderung kam wohl nur zustande, da sich für Lichtenstein nicht nur Johann Kasimirs Vater (Herzog Johann Friedrich II.), sondern auch der Herzog von Sachsen-Weimar, die Bischöfe von Bamberg sowie Würzburg, die fränkische Ritterschaft und seine Verwandten eingesetzt hatten. Da sich Johann Casimir lange nicht zur Anerkennung des Gerichtsurteiles durchringen konnte, schaltete sich schließlich am 16. August 1594 sogar Kaiser Rudolf ein. Dieser machte einige relativ humane Vorschläge, letztlich entschied sich Johann Casimir für die härteste Form, nämlich Lichtenstein selbst in Haft zu halten. Noch mehrere Jahre versuchte er jedoch das Urteil zu hintergehen und Lichtenstein selbst hinzurichten, bis er es 1597 auf Grund der Einflussnahme von Fürsten, Bischöfen sowie den Rittern der Landschaft schließlich akzeptierte. In jenem Jahr wurde Lichtenstein von der Veste Coburg in einen der Stadttürme, den Totengräberturm, am Salvatorfriedhof verlegt. Da er die Rachsucht des Herzogs kannte, wagte er erst 1613, nach dem Tod von Anna von Sachsen, Herzog Johann Casimir zu bitten, ob er nicht seinen Lebensabend auf dem Gut seiner Familie in Ippesheim verbringen dürfe, was strikt abgelehnt wurde. Als im Kriegsjahr 1618 fremde Truppen Coburg besetzten und Lichtenstein die Freiheit anboten, lehnte er ab, da er fürchtete, dass sich der Herzog sodann an seinen Verwandten rächen würde. Nach des Herzogs Tod am 16. Juni 1633 sandte Lichtenstein an dessen ihn beerbenden Bruder Herzog Johann Ernst von Sachsen-Coburg-Eisenach ein Begnadigungsgesuch. Der  ließ das Begnadigungsschreiben, bedingt durch die Kriegswirren, erst am 5. Dezember ausstellen. In Freiheit kam Ulrich von Lichtenstein dennoch nicht, da er schon drei Tage darauf nach 40 Jahre währender Haft verstarb. Nach ihm heißt seitdem der Coburger Totengräberturm „Lichtensteinturm“.
Die „Affäre Scottus“ ist der erste historische Fall in Deutschland, bei dem sich nachweisen lässt, dass Hypnose / Suggestion zum Nachteil der Betroffenen zum Einsatz kam.